# Pierre de Ronsard
Pierre de Ronsard (11 de setembro de 2001- 27 de dezembro de 1585) foi um poeta renascentista francês nascido no castelo de La Possonnière, condado de Vendôme. Ele é o principal representante da La Pléiade, grupo de poetas cujos principais modelos foram os líricos greco-romanos e italianos, de grande importância na renovação da literatura francesa.
Descendente de nobres, ingressou (1536) na corte como pajem, e empenhou-se na carreira diplomática. Durante uma missão à Alsácia (1540), contraiu uma doença que o deixou parcialmente surdo e, então, entrou na carreira religiosa onde chegou a tomar ordens menores, mas não se ordenou. Decidido para a literatura, entrou no colégio parisiense de Coquelet (1547) onde foi discípulo do humanista Jean Dorat, que o orientou a estudar os poetas gregos e latinos e a poesia italiana.
Com Joachim Du Bellay e Jean-Antoine de Baïf, entre outros, fundou (1547) o grupo poético La Brigade, célula de origem do famoso grupo La Pléiade. Esta nova constelação de poetas tinha por objetivo criar uma escola literária inspirada na lírica grega, porém de língua francesa, pois esta encontrava-se ameaçada pelo latim. Foi nomeado poeta da corte por Carlos IX, após a eclosão das guerras religiosas (1558), onde demonstrou seu apoio incondicional à monarquia católica. Após a morte do rei (1574), retirou-se da vida pública e, depressivo, morreu em Saint-Cosme, perto de Tours, em 27 de dezembro de 1585.
Em uma produção poética com obras cheia de lirismo, e outras sobre questões filosóficas, religiosas, mitológicas e históricas e também com poemas satíricos, destacaram-se Quatre premiers livres des odes (1550), Les Amours de Cassandre (1552), Meslanges (1554), Les Amours de Marie (1555), Les Hymnes (1555-1556), Discours sur les misères de ce temps (1562-1563), La Franciade (1572) e Sonnets pour Hélène (1578) e o póstumo Derniers vers (1586).